# 1890 (seriál)
1890 (druhá řada Cirkus Smrť) je slovenský historický televizní seriál s kriminální zápletkou televize JOJ který se začal vysílat 5. března 2017. Tvůrci se při jeho přípravě nechali inspirovat podmanivou přírodou a unikátní atmosférou slovenského Gemera, především zámečkem Betliar a jeho blízkým okolím. Děj příběhu je situován do konce 19. století, přesto nejde o věrnou dobovou rekonstrukci a tvůrci se navzdory konzultacím s odborníky nesnažili o absolutní historickou přesnost ve všech složkách, ale vytvořili vlastní svět. Některé dobové detaily byly přizpůsobeny ve prospěch motivů zajímavých pro současného diváka. V Česku se seriál začal vysílat 5. ledna 2018 na TV Prima.

## Obsazení

### První řada
- Ján Koleník jako detektiv János Marton[3][4]
- Stanislav Majer jako strážmistr Vilém Černý[4][5]
- Anikó Vargová jako grófka Žofia Wisniewska[4][6]
- Łukasz Kos jako gróf Henryk Wisniewski[4][7]
- Danica Matušová jako Júlia Wisniewska[4][8]
- Milan Ondrík jako žandár Ondrík[9]
- Martin Nahálka jako žandár Nahálka[9]
- Filip Kaňkovský jako majordomus Hubert Lom[4][10]
- Vica Kerekes jako štrážmistrova žena Mária Černá[11]
- Attila Mokos jako místní farář
- Rebeka Poláková jako Margaréta
- Maximilián Bolf jako syn strážmistra Černého
- Andrea Karnasová jako guvernantka
- Nataša Burger jako bylinkářka

### Druhá řada
- Ján Koleník jako detektiv János Marton[3][4]
- Stanislav Majer jako strážmistr Vilém Černý[4][5]
- Milan Ondrík jako žandár Ondrík[9]
- Martin Nahálka jako žandár Nahálka[9]

## Produkce
V říjnu 2015 oznámila JOJ, že vyvíjí výpravný dobový seriál s pracovním názvem 1890 v hlavní roli s Janem Koleníkem. Seriál má 13 dílů. Seriál se natáčel od září do prosince 2016 v kašteli Betliar, který byl v té době uzavřen pro reinstalaci expozic a instalaci topení. Režisérem seriálu je Peter Begányi, který pracoval i na seriálech Naši a Superhrdinovia. V seriálu si zahrají i Stanislav Majer, Milan Ondrík, Łukasz Kos, Anikó Vargová, Filip Kaňkovský, Vladimír Jedľovský, Vica Kerekes, Pavel Višnovský, Attila Mokos a Danica Matušová. Podle slov generálního ředitele Marcela Gregu je 1890 jeden z největších projektů televize vůbec a seriál označil za najvýpravnejšiu dobovou sérii v historii Slovenska. Velký důraz byl kladen na věrné dobové vizuální zpracování, mnohé autentické dobové kostýmy se pro detektivku nechaly dokonce přímo šít a rekvizity se začaly sbírat už rok před výrobou. Rozpočet seriálu se vyšplhal na 2 miliony eur, v průměru 154 tisíc na jednu epizodu. O seriál projevili zájem i někteří významní filmoví distributoři v Evropě. Momentálně se připravuje druhá řada seriálu pod pracovním názvem Cirkus Smrt. Bude mít 3 díly a začne tam, kde skončila první řada. Odehrává se v prostředí putovního cirkusu. Natáčet by se mělo začít v roce 2020.

## Seznam dílů

### První řada (2017)
| Č. v seriálu | Č. v řadě | Původní název    | Český název      | Režie         | Scénář                                                                                            | Premiéra v SR   | Premiéra v ČR   |
| ------------ | --------- | ---------------- | ---------------- | ------------- | ------------------------------------------------------------------------------------------------- | --------------- | --------------- |
| 1            | 1         | Démon z Tiesňavy | Démon z Tiesňavy | Peter Begányi | námět: Zuzana Dzurindová a Peter Nagy scénář: Peter Nagy, Rastislav Boroš a Soňa Čermáková Uličná | 5. března 2017  | 5. ledna 2018   |
| 2            | 2         | Krv a mlieko     | Krev a mléko     | Peter Begányi | námět: Zuzana Dzurindová a Peter Nagy scénář: Peter Nagy, Rastislav Boroš a Soňa Čermáková Uličná | 12. března 2017 | 12. ledna 2018  |
| 3            | 3         | Víno a voda      | Víno a voda      | Peter Begányi | námět: Zuzana Dzurindová a Peter Nagy scénář: Peter Nagy, Rastislav Boroš a Soňa Čermáková Uličná | 19. března 2017 | 19. ledna 2018  |
| 4            | 4         | Spln             | Úplněk           | Peter Begányi | námět: Zuzana Dzurindová a Peter Nagy scénář: Peter Nagy, Rastislav Boroš a Soňa Čermáková Uličná | 26. března 2017 | 26. ledna 2018  |
| 5            | 5         | Nahá jazdkyňa    | Nahá jezdkyně    | Peter Begányi | námět: Zuzana Dzurindová a Peter Nagy scénář: Peter Nagy, Rastislav Boroš a Soňa Čermáková Uličná | 2. dubna 2017   | 2. února 2018   |
| 6            | 6         | Vabank           | Vabank           | Peter Begányi | námět: Zuzana Dzurindová a Peter Nagy scénář: Peter Nagy, Rastislav Boroš a Soňa Čermáková Uličná | 9. dubna 2017   | 9. února 2018   |
| 7            | 7         | Kabinet kuriozít | Kabinet kuriozit | Peter Begányi | námět: Zuzana Dzurindová a Peter Nagy scénář: Peter Nagy, Rastislav Boroš a Soňa Čermáková Uličná | 16. dubna 2017  | 16. února 2018  |
| 8            | 8         | Hrobka           | Hrobka           | Peter Begányi | námět: Zuzana Dzurindová a Peter Nagy scénář: Peter Nagy, Rastislav Boroš a Soňa Čermáková Uličná | 23. dubna 2017  | 23. února 2018  |
| 9            | 9         | Smutná oslava    | Smutná oslava    | Peter Begányi | námět: Zuzana Dzurindová a Peter Nagy scénář: Peter Nagy, Rastislav Boroš a Soňa Čermáková Uličná | 30. dubna 2017  | 2. března 2018  |
| 10           | 10        | Zázrak           | Zázrak           | Peter Begányi | námět: Zuzana Dzurindová a Peter Nagy scénář: Peter Nagy, Rastislav Boroš a Soňa Čermáková Uličná | 8. května 2017  | 9. března 2018  |
| 11           | 11        | Volavka          | Volavka          | Peter Begányi | námět: Zuzana Dzurindová a Peter Nagy scénář: Peter Nagy, Rastislav Boroš a Soňa Čermáková Uličná | 14. května 2017 | 16. března 2018 |
| 12           | 12        | Krysa            | Krysa            | Peter Begányi | námět: Zuzana Dzurindová a Peter Nagy scénář: Peter Nagy, Rastislav Boroš a Soňa Čermáková Uličná | 21. května 2017 | 23. března 2018 |
| 13           | 13        | Koniec           | Konec            | Peter Begányi | námět: Zuzana Dzurindová a Peter Nagy scénář: Peter Nagy, Rastislav Boroš a Soňa Čermáková Uličná | 28. května 2017 | 30. března 2018 |

### Druhá řada:Cirkus Smrť(2020)
| Č. v seriálu | Č. v řadě | Původní název | Český název   | Režie         | Scénář        | Premiéra v SR | Premiéra v ČR |
| ------------ | --------- | ------------- | ------------- | ------------- | ------------- | ------------- | ------------- |
| 14           | 1         | bude oznámeno | bude oznámeno | Peter Begányi | bude oznámeno | 2020          | bude oznámeno |
| 15           | 2         | bude oznámeno | bude oznámeno | Peter Begányi | bude oznámeno | 2020          | bude oznámeno |
| 16           | 3         | bude oznámeno | bude oznámeno | Peter Begányi | bude oznámeno | 2020          | bude oznámeno |